# Palazzo Malvezzi Campeggi (Bolonha)

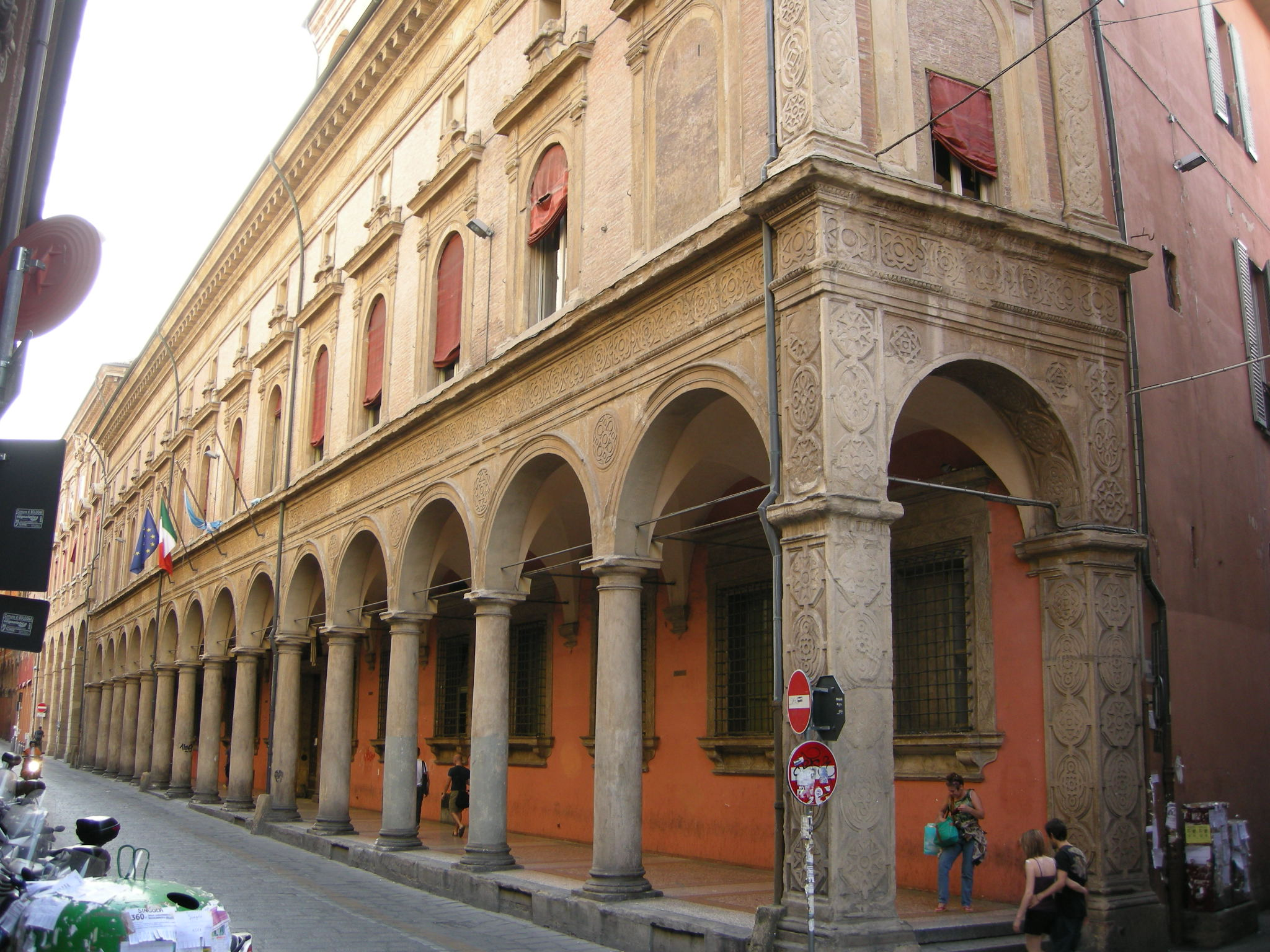
Fachada Palazzo Malvezzi Campeggi (Bolonha)

Palazzo Malvezzi Campeggi é um palácio renascentista situado na Via Zamboni número 22, na esquina com a Via Marsala, no centro de Bolonha, Itália.
A construção do palácio teve inicio em meados de 1500 no topo de uma estrutura mais antiga pertencente a Giovanni II Bentivoglio. Os arquitetos foram Marchesi Andrea Di Pietro, e seu irmão Giacomo. Foi vendido à proeminente família aristocrática Malvezzi. O pátio interno possui três ordens de colunas sobrepostas: dórica, iônica e coríntia com medalhões representando os principais imperadores romanos. Na entrada está uma grande estátua de Hércules, de Giuseppe Maria Mazza.
O Piano Nobile foi projetado apenas no século XVIII e foi pintado por Carlo Lodi e Antonio Rossi. Alguns afrescos exaltam a destreza militar dos homens Malvezzi, incluindo Emilio Malvezzi, que lutou pelo rei Sigismundo II da Polônia. A obra de estuque de Carlo Nessi liga os símbolos heráldicos das famílias Malvezzi e Campeggi, unidas em 1707 pelo casamento de Matteo Malvezzi e Francesca Maria Campeggi. Outros quartos foram decorados por Vittorio Bigari, Gioacchino Pizzoli e Giovanni Benedetto Paolazzi. O pátio foi danificado na Segunda Guerra Mundial.